# Panasqueiraite
La panasqueiraite è un minerale appartenente al gruppo della tilasite.